# Jason Rouser
Jason Rouser, född den 22 mars 1970, är en amerikansk före detta friidrottare som tävlade i kortdistanslöpning.
Rouser var i final på 400 meter vid inomhus-VM 1993 i Toronto där han slutade på en sjätte plats. Vid samma mästerskap vann han guld i stafetten över 4 x 400 meter. 
Vid Olympiska sommarspelen 1996 sprang han tillsammans med LaMont Smith, Derek Mills och Anthuan Maybank i försöken. I finalen bytes han ut mot Alvin Harrison och laget vann guld. 
Hans sista större mästerskap var inomhus-VM 1997 i Paris där han åter vann guld i stafett.

## Personliga rekord
- 400 meter - 44,77